# 183 v. Chr.
Portal Geschichte | Portal Biografien | Aktuelle Ereignisse | Jahreskalender | Tagesartikel

◄ |
3. Jahrhundert v. Chr. |
2. Jahrhundert v. Chr. |
1. Jahrhundert v. Chr. |
►

◄ | 200er v. Chr. | 190er v. Chr. | 180er v. Chr. | 170er v. Chr. |
160er v. Chr. |
►

◄◄ | ◄ | 186 v. Chr. | 185 v. Chr. | 184 v. Chr. | 183 v. Chr. |
182 v. Chr. |
181 v. Chr. |
180 v. Chr. |
► |
►►
Staatsoberhäupter

## Ereignisse

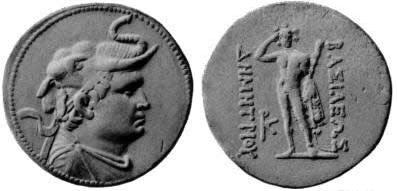
Silbermünze Demetrios’ I. mit Elefantenschädel-Symbolik und Herkules

- Nach dem Untergang des Maurya-Reiches erobert das Griechisch-Baktrische Königreich unter Demetrios I. und seinem General Menander von Pushyamitra, dem Begründer der nachfolgenden Shunga-Dynastie, drei seiner westlichen Provinzen.
- Feldherr und Senator Titus Quinctius Flamininus reist nach Bithynien, um im Namen Roms die Auslieferung des dort im Exil befindlichen karthagischen Feldherren Hannibal zu verlangen. König Prusias I. kommt der Forderung nach, doch Hannibal kommt seiner Verhaftung zuvor, indem er in Libyssa mit Gift Selbstmord begeht.
- Pharnakes I. von Pontos erobert die Stadt Sinope und macht sie zur Hauptstadt seines Königreiches.

## Geboren
- um 183 v. Chr.: Publius Cornelius Scipio Nasica Serapio, römischer Senator († 132 v. Chr.)

## Gestorben
- Hannibal, karthagischer Feldherr (* um 247 v. Chr.)
- Publius Licinius Crassus Dives, Staatsmann der Römischen Republik (* um 240 v. Chr.)
- Scipio Africanus Major, Feldherr und Staatsmann des Römischen Reiches (* 235 v. Chr.)

- 183/182 v. Chr.: Philopoimen, der „Letzte der Hellenen“, griechischer Feldherr (* 253 v. Chr.)